# 2012-es magyar labdarúgó-szuperkupa
A 2012-es magyar labdarúgó-szuperkupa a szuperkupa 15. kiírása volt, amely az előző szezon első osztályú bajnokságának és a magyar kupa győztesének évenkénti mérkőzése. A találkozót 2012. július 11-én a Debreceni VSC és a Videoton játszotta.
Mivel a DVSC mindkét sorozatot megnyerte, a Magyar Labdarúgó-szövetség kiírásának értelmében a bajnoki ezüstérmes Videotonnal játszottak a kupáért.
A trófeát a székesfehérvári csapat hódította el, ezzel ők lettek a magyar szuperkupa tizenötödik kiírásának a győztesei. A Videoton története során másodszorra nyerte meg a szuperkupát, egyúttal ők lettek az első olyan győztes, amely sem bajnok, sem kupagyőztes nem lett abban az évben.

## A mérkőzés helyszíne
A Magyar Labdarúgó-szövetség június 11-én jelentette be, hogy a mérkőzést a székesfehérvári Sóstói Stadionban játsszák le. A stadion másodszorra adott otthont a szuperkupának, először 2006-ban.

## Résztvevők
A mérkőzés két résztvevője a Debreceni VSC és a Videoton volt. A debreceniek 2012-ben a hatodik bajnoki címüket szerezték meg, emellett ötödszörre nyerték meg a magyar kupát, az MTK Budapest elleni döntőben.
A székesfehérváriak történetük során harmadszorra végeztek ezüstérmesként az első osztályban.

## A mérkőzés
| 2012. július 11. 20:15 |

| Debreceni VSC                                          | 1–1                  | Videoton                                 |
| ------------------------------------------------------ | -------------------- | ---------------------------------------- |
| Bódi 2' 74' Kulcsár 53' Korhut 57' Varga 66' Ramos 88' | (1–0) ] Jegyzőkönyv] | Kovács 71' Mitrović 87' Torghelle 90+1'  |
| Büntetőpárbaj                                          |                      |                                          |
| Szakály Korhut Sidibe Bódi                             | 3–5                  | Nikolics Mitrović Gyurcsó Brachi Caneira |

| Sóstói Stadion, Székesfehérvár Nézőszám: 5 000 Játékvezető: Bognár Tamás (magyar) |

| DVSC | VIDEOTON |

| DEBRECENI VSC: |    |                        |         |
|                |    |                        |         |
| K              | 45 | Nenad Novaković        |         |
| JV             | 28 | Nagy Zoltán            |         |
| V              | 17 | Mészáros Norbert       |         |
| V              | 4  | Dajan Šimac            |         |
| BV             | 69 | Korhut Mihály          | 57'     |
| VKP            | 33 | Varga József           | 66'     |
| JSZ            | 15 | Rezes László           | 85'     |
| KTK            | 55 | Szakály Péter          |         |
| BSZ            | 27 | Bódi Ádám              | 2' 74'  |
| CS             | 70 | Kulcsár Tamás          | 53' 77' |
| CS             | 39 | Adamo Coulibaly        | 67'     |
| Cserék:        |    |                        |         |
| K              | 87 | Verpecz István         |         |
| V              | 8  | Nikolov Balázs         |         |
| V              | 18 | Máté Péter             |         |
| KP             | 6  | Luis Ramos             | 77' 88' |
| KP             | 10 | Farkas Balázs          | 85'     |
| CS             | 20 | Mbengono Andoa Yannick |         |
| CS             | 26 | Ibrahima Sidibe        | 67'     |
| Vezetőedző:    |    |                        |         |
| Kondás Elemér  |    |                        |         |

| VIDEOTON:   |    |                  |                 |
|             |    |                  |                 |
| K           | 27 | Mladen Božović   |                 |
| JV          | 30 | Szolnoki Roland  | 57'             |
| V           | 3  | Paulo Vinícius   |                 |
| V           | 4  | Marco Caneira    |                 |
| BV          | 22 | Stopira          | 71'             |
| VKP         | 26 | Tóth Balázs      | a szünetben     |
| VKP         | 14 | Nikola Mitrović  | 87'             |
| JSZ         | 77 | Gyurcsó Ádám     |                 |
| KTK         | 11 | Sándor György    |                 |
| BSZ         | 29 | Walter Fernández |                 |
| CS          | 28 | Torghelle Sándor | 90+1'           |
| Cserék:     |    |                  |                 |
| K           | 12 | Tomáš Tujvel     |                 |
| V           | 2  | Álvaro Brachi    | 57'             |
| V           | 21 | Szekeres Adrián  |                 |
| KP          | 70 | Kovács István    | a szünetben 71' |
| KP          | 88 | Haraszti Zsolt   |                 |
| CS          | 8  | Milan Perić      |                 |
| CS          | 17 | Nikolics Nemanja | 71'             |
| Vezetőedző: |    |                  |                 |
| Paulo Sousa |    |                  |                 |

| Asszisztensek: Kispál Róbert Medovarszki János Tartalék játékvezető:: Fábián Mihály |